# Black Lung
Black Lung — электронный и индустриальный музыкальный проект австралийского музыканта Дэвида Трасселла, также известного по индустриальному проекту Snog и эмбиенту Soma.
Первый альбом Silent Weapons for Quiet Wars (1994) был составлен преимущественно из инструментальных треков, взятых из первого альбома Snog’а Lies Inc., и сингла Hey, Christian God. Год спустя альбом был представлен на немецком лейбле Machinery Records как Silent Weapons for Silent Wars. Хотя Трасселл отказывался от релиза с неправильным названием, было сделано изменение в оформлении, и треки шли в неправильном порядке, разрушая целостность альбома. В следующие годы появились ещё альбомы, в конечном счёте опередив количество альбомов Трасселла, представленных в Snog.
В 1999 Трасселл сотрудничал с Джоном Селлекерсом (John Sellekaers) из Xingu Hill. Результатом их сотрудничества стал 10" EP The Andronechron Incident, послуживший саундтреком к непонятному итальянскому псевдонаучному фильму. Полный CD с тем же названием, содержащий намного больше добавленных треков, был представлен в 2002.
В основном Трасселл использовал проект как удачную возможность дать волю своему обаянию с теориями заговора. Многие альбомы и треки имеют ссылку к теории, такие как Silent Weapons for Quiet Wars или RHIC-EDOM. Вкладыши в альбомах часто содержат очерки различных эзотерических объектов, отрывки из книги теории заговоров или записи самого Трасселла.
С 1999 почти все записи Black Lung представлены на немецком звукозаписывающем лейбле Ant-Zen.

## Дискография

### Альбомы
- Silent Weapons for Quiet Wars (CD, 1994; LP, 1998)
- The Depopulation Bomb (CD, 1994; двойной LP, 1995)
- The Disinformation Plague (CD, 1996)
- The Psychocivilised Society (CD, 1997)
- Extraordinary Popular Delusions (CD, 1998)
- The Wonderful and Frightening World of Black Lung (коллекция The Psychocivilised Society и Extraordinary Popular Delusions, двойной CD, 1999)
- The Great Architect (CD, 1999)
- The Andronechron Incident (CD совместно с Xingu Hill, 2002)
- The Grand Chessboard (CD и LP, 2004)
- The Coming Dark Age (CD, 2005)

### Синглы и EP
- The More Confusion… The More Profit (CD и 12" EP, 1995)
- Uncomfortable Questions for Comforable People (CD, 1996)
- Rhic-Edom (CD EP, 1996; 12" EP, 2000)
- Gizmo Prediction Fallout (12" EP, 1999)
- The Andronechron Incident (10" EP совместно Xingu Hill, 1999)
- Profound and Sentimental Journey (12" EP и CD, 2001)
- Abnormality Broadcast (12" сингл, 2002)
- The Sound of Meat (10" EP, 2003; ограниченно записанный CD, 2004)
- Karmageddon (12" EP, 2005)
- Concrete Octopus (12" EP, 2006)

### Ремиксы
- (к завершению)